# Крузалия
Крузалия (порт. Cruzália)  —  муниципалитет в Бразилии, входит в штат Сан-Паулу. Составная часть мезорегиона Ассис. Входит в экономико-статистический  микрорегион Асис. Население составляет 2566 человек на 2006 год. Занимает площадь 149,173 км². Плотность населения — 17,2 чел./км².

## Статистика
- Валовой внутренний продукт на 2003 составляет 43.347.953,00 реалов (данные: Бразильский институт географии и статистики).
- Валовой внутренний продукт на душу населения на 2003 составляет 16.762,55 реалов (данные: Бразильский институт географии и статистики).
- Индекс развития человеческого потенциала на 2000 составляет 0,786 (данные: Программа развития ООН).